# Edison (音楽家)
Edison Watanabe（エジソン渡辺）1949年2月14日 - ）は、日本の作曲家・編曲家・音楽プロデューサー・篠笛奏者。

## 略歴
日本音楽著作権協会 正会員、
シンガーへの楽曲提供・CM・TV・舞台・映画音楽、Club Musicと多岐にわたり活動。130万枚を売り上げた秋川雅史の『千の風になって』のサウンドプロデュース等、クラシカルクロスオーバーの分野でも活躍。自身のチルアウト系ユニットAMBROZIAでも活動し、その音源は海外のコンピレーションアルバムで数多く使用されている。 1986年からAKAIのシンセサイザー及びAKAI サンプラーのアドバイザー契約しSampler S-612, S900,の音源開発にも携わり、ビデオテープとミキサーの一体化したMG1212をプロデュースしヒップホップやブレイクビーツに大きな貢献を果たした。映画では勝新太郎監督・脚本・主演『座頭市』や原作・藤沢周平／主演・豊川悦司の映画『必死剣鳥し』、アニメ『Black Lagoon』『Hells Angels』も手掛け、舞台ではブロードウェイミュージカル『ピーターパン』にも携わった。NHK Eテレにて作・宮藤官九郎／絵・安齋肇によるアニメ『わしも』の音楽全般を担当している。 又、究極にシンプルな篠笛に魅了され、篠笛奏者として活動をしている。CD『篠笛で聴く癒しのクラシック』日本コロムビアより発売。YouTube『奏王』チャンネルにて国内ヒット曲の篠笛演奏は200曲を超え更に進行中。鹿島OPSODISスピーカーアドバイザーとして 立体音響効果を使用したオリジナルサウンドデザイン作品をYouTubeに Immersive Deep Trance Projectとして公開中。

## 作品例

### CD
- EDISON　アルバム「EDISON（エジソン）篠笛で聴く癒しのクラシック」（編曲・演奏サウンドプロデュース）[1]
- 秋川雅史
  - シングル「千の風になって」 （編曲・サウンドプロデュース）
  - アルバム「Dream Of Love〜「愛の夢」（編曲・サウンドプロデュース）
  - アルバム「千の風になって〜一期一会〜」（編曲・サウンドプロデュース）
  - アルバム「Fantasista〜翼をください〜」 （編曲・サウンドプロデュース）
  - アルバム「ユー・レイズ・ミー・アップ」（編曲・サウンドプロデュース）
  - アルバム「GOLDEN VOICE」（編曲・サウンドプロデュース）
- AMBROZIA（自身のユニット）
  - アルバム「VELVET」（作曲・編曲・参加作品）
  - アルバム「real 4 life」（作曲・編曲・参加作品）
  - アルバム「lifetime」（作曲・編曲・参加作品）
- THE LEGEND
  - シングル「永遠の0」（作曲・編曲・サウンドプロデュース）
  - シングル「ふるさとは今もかわらず」（編曲・サウンドプロデュース）
- Le Velvets
  - ミニアルバム「Le Velvets（5曲入）」（作曲・編曲・サウンドプロデュース）
  - アルバム「Night Drive」（作曲・編曲・サウンドプロデュース）
  - 「Duo」（編曲・サウンドプロデュース）
  - 「Solo」（編曲・サウンドプロデュース）
  - アルバム「Le Velvets（初回盤/通常盤）」、「Le Velvets（トレビアンエディション）」（作曲・編曲・サウンドプロデュース）
- 中島みゆき
  - アルバム「みんな去ってしまった」（編曲・演奏）
  - アルバム「私の声が聞こえますか」（編曲・アーティスト）
- ザ家元 　『OLYMPICーMATSURI』（作曲・編曲・サウンドプロデュース）
- 浜田省吾
  - アルバム「LOVE TRAIN」（オリジナル・アルバム 全10曲編曲）
- 前野曜子「ユー・アー・ラヴ(映画・復活の日のテーマ(日本語盤〉/Take a Chance」（編曲）
- DJ KRUSH
  - アルバム「KRUSH」 "Marder" "City Lover"　作曲
  - アルバム「Japanese New Vibes」"Soul Savior" K.E.M. Production (DJ Krush, EDISON, Monday Michiru) 作曲
  - アルバム　流プロジェクト「我-GA-」　アルバム用　Sample Audio 提供
  - 「流remix maxi」
- RUFUS THOMAS
  - シングル「You Are A Part of Me」（作・編曲・サウンドプロデュース）
- Emanuel Walsh
  - アルバム Emanuel Walsh 『Aspect of Love』（作・編曲・サウンドプロデュース）
  - アルバム Emanuel Walsh  『Love’s Attraction』（作・編曲・サウンドプロデュース）
- CATAPILA
  - アルバム Catapila `Catapila（作・編曲サウンドプロデュース）
  - アルバム CATAPILA 『DO ME DO ME』（作・編曲サウンドプロデュース）
- JAWAIIAN BREEZE vol.1 ~3  （プロデュース）
- MAACHO. solo album x2   （作編曲　プロデュース）
- SUNDAY solo album x2  　（作編曲　プロデュース）
- 映画サウンドトラック　『おこげ』OKOGE （作・編曲サウンドプロデュース）
  - アルバム 『おこげ』サントラ “Okoge” (Original)（作・編曲・サウンドプロデュース）
- みやざきみえこ
  - アルバム「琴・アンビエント ショパン 」（編曲・サウンドプロデュース）
  - アルバム「琴・アンビエント バッハ 」（編曲・サウンドプロデュース）
  - アルバム「琴・アンビエント ジムノペディ 」（編曲・サウンドプロデュース）
- CD  姿月あさと　SHIZUKI THE FIRST  （作編曲）
- シングル　『長生き音頭』力武安菜　ソニーミュージック　（編曲・サウンドプロデュース）
- CD　『アヴェ・マリア～12人の作曲家による～』　TOCE-56148.  （編曲・サウンドプロデュース）
- 『世界名作劇場 in クラシック』スクワール・ストリング・カルテット　（編曲）
- CD "Ryu Miho" “Woman with LOVE” 1st ALBUM（ 作曲編曲・サウンドプロデュース）
- CD  "B.G.M. 効果音楽" Victor VICG-41166  Edison Band
- アルバム｢Love Guitar」（編曲）
- アルバム｢Ukulele Beach」（編曲）作曲
- アルバム Raphael Von Brydon「Black&White」（編曲・サウンドプロデュース）
- アルバム｢Real Ibiza VI｣  ―Ambrozia”It’s U”
- アルバム｢CHILL OUT Experience/Blissful｣  ―Ambrozia”Lovely Lovely Lovely”
- アルバム｢CHILL OUT Experience/Aphrodisiac｣  ―Ambrozia”Island Paradise”
- アルバム Edison&Hirsch  ｢Native Son｣ （作曲・編曲・アーティスト）
- アルバム Edison jazz console
  - 「Imagine」（編曲・アーティスト）
  - 「My Love」（編曲・アーティスト）
- アルバム｢aosis resort｣  ―Ambrozia”Baby Come Back”
- THITIKA アルバム「ボサノヴァ デ ジブリ」（編曲/アーティスト）
  - アルバム ｢BLACK LAGOON オリジナルサウンドトラック」（作曲）
  - アルバム 古澤巌 ｢Invitation to FANTASY WORLD」（編曲）
  - アルバム Ryu Miho ｢Woman with LOVE」（作曲・編曲・サウンドプロデュース）
  - アルバム ”12人の作曲家によるアベマリア” （編曲・サウンドプロデュース）
  - アルバム 「世界名作劇場INクラシック」 （編曲・サウンドプロデュース）
- 青江三奈
  - アルバム「The Shadow Of Love」（編曲・サウンドプロデュース）
  - アルバム「PASSION MINA IN N.Y.」（編曲・サウンドプロデュース）
- 朝倉紀幸＆GANG
  - シングル「ライオンは起きている」「ノックは3回」（編曲）
- 石原真理子
  - 「Mandag・月曜日」（作曲・編曲）「感傷フェリー」「遠い週末」「おぼえたて Lonesome Time」（編曲）
- 江本孟紀
  - シングル「あなたまかせの夜」「独身主義者のモノローグ」（作曲・編曲）
- 荻野目洋子
  - シングル「ロマンセ」「黒い瞳」（編曲）
- 海援隊
  - シングル「あんたが大将」（編曲演奏）
- 柏原芳恵
  - 「夢見てセクシー」「涙のシャンソン」「クレヨンで描けない昼と夜の物語」「しなやかな夜をはさんだビスケット」「アンティックな女」「ハイヒールを脱ぎすてた女」（作曲・編曲）「ひとり（孤独）」（編曲）
- かとうゆかり
  - シングル「シュガーぬきのSaturday Night」「熱風半球」「やめないでDancing」「夕闇You&Me」「恋するカレンダーガール」「今夜どっきりTAKE OUT」（作曲・編曲）
- 川原理加
  - シングル「星空のダンステリア」（作曲・編曲）[2]
- きゃんきゃん
  - シングル「迷うルージュの色」（作曲・編曲）
- クミコ
  - シングル「何度でも恋をしましょう」（作曲・編曲・サウンドプロデュース）
- 倉橋ルイ子
  - 「Getaway」（作曲）
- 西城秀樹
  - 「ポートレート」（作曲・編曲）
- 堺正章
  - 「TRINACRIA"炎尽きて"」シングル「WAITING　FOR　YOU」（作曲・編曲）シングル「ジグザグ」（編曲）
- THE GOOD-BYE
  - 「Bye-Bye Wedding」（作曲・編曲）
- 桜田淳子
  - 「遅れ時計」「季節はずれの手袋」（作曲・編曲）
- 志賀真理子
  - シングル「夢の中の輪舞‐ロンド‐」「オルゴールを止めないで」（編曲）
- 嶋大輔
  - シングル「チャーミーダンス」「チャーミーダンス PART II」（作詩・作曲・編曲）[2]
- 葉加瀬太郎 featuring Lana&Jay
  - シングル「Migration / 渡り鳥」（葉加瀬太郎と共作曲）[5]
- パパ荒川
  - シングル「こどもたちへ」（編曲・サウンドプロデュース）[6]
- 秀香
  - アルバム「女友達」（作曲・編曲・サウンドプロデュース）
- 美保純
  - 「やっぱ酔うしかないよね」（作曲・編曲）「もう一度 もう一度」（作曲）「Shadow Dancer」（編曲）
- 吉田ひろき
  - シングル「石段」「今の貴女に恋してる」「京都・夏物語」（編曲）

### 演奏参加
- 井上陽水
  - 『招待状のないショー』演奏参加
  - 『東京ワシントンクラブ』演奏参加
- Yas-kaz
  - アルバム「風の卵〜Egg Of Purana」演奏参加

### TV
- NHK「ニュース10」
- NHK「ほくほくテレビ」
- NHK「ゆうどきネットワーク 」
- NHK「趣味の園芸」
- WOWOW「てやんでいBaby」（品川祐主演）
- フジテレビ「家族へのラブレター」（黒木瞳主演）
- 2008年新春テレビ朝日50周年記念ドラマ「鹿鳴館」
- NHK Eテレ「WASIMO」（宮藤官九郎作）（安斎肇絵）
- TBS ドラマ　『野々村病院物語』（宇津井健　夏目雅子）
- TBS ドラマ『看護婦日記』（竹下景子）
- TBS ドラマ　『さよなら三角また来て四角』（堺正章主演）

### CM
- JR東海
- NTT
- パナソニック
- ソニー
- トヨタ自動車
- マツダ
- ヱビスビール
- アサヒビール
- 麒麟麦酒
- 日立製作所
- 日産自動車
- キヤノン
- コニカミノルタ
- 王子ネピア
- ブリヂストン

### 映画
- 「新・人間失格」（吉留絋平 監督）
- 「座頭市」（勝新太郎監督、主演）
- 「おこげ OKOGE」（中島丈博監督）
- 「いぬばか」（ヨリコ ジュン監督）（スザンヌ主演）
- 「必死剣 鳥刺し」（藤沢周平原作）（平山秀幸監督）（豊川悦司主演）
- 「前橋ヴィジュアル系」（大鶴義丹企画，原案，監督）

### 舞台
- 「ご存じ一心太助 目から鱗の物語」（明治座・堺正章主演）他 明治座・堺正章主演作品全て
- 「不知火検校」（セゾン劇場・勝新太郎主演）
- 「東男京女」（新歌舞伎座・勝新太郎主演）
- 「まかしときなはれ」（中日劇場/新橋演舞場・中村玉緒主演）
- 「悪名」（雁龍太郎主演）
- 「クラブセブン」全作品（ステラボール/クラブEX/シアタークリエ・玉野和紀：作・演出・主演）
- ブロードウェイミュージカル「ピーターパン」（ジェームス・マシュー・バリー原作・玉野和紀：演出）

### アニメ
- 「まじかるハット」フジテレビ
- 「おばけのホーリー」NHK教育
- 「サラダ十勇士トマトマン」テレビ東京
- 「勇者指令ダグオン」名古屋テレビ
- 「BLACK LAGOON」
- 「HELLS ANGELS」
  - 第21回東京国際映画祭（TIFF）上映作品 / 第12回文化庁メディア芸術祭審査委員会推薦作品アニメーション部門

### ゲーム
- 「惑星ウッドストック ファンキーホラーバンド」（SEGA）
- 「pop'n music」（KONAMI）